# Mannlicher M1894
Mannlicher M1894 — один з найперших самозарядних (напівавтоматичних) пістолетів, сконструйований австрійським зброярем Фердинандом Манліхером у 1894 році. Пістолет характеризується незвичайною для сучасних пістолетів роботою автоматики.

## Виробництво і тестування
Зброя кінця 19 століття являє собою незвичайні та унікальні зразки, власне, до таких відноситься і пістолет Mannlicher M1894. Втім, попри інноваційність його автоматики для короткоствольної зброї того часу та простоту конструкції відносно інших автоматичних систем, цей пістолет ніде не був прийнятий на озброєння. Сконструйований та представлений на розгляд австрійських військових у 1894 році, пістолет за рішенням зброяра повинен був замінити морально застарілі у армії револьвери. Проте, через невідповідності до вимог військових щодо самозарядних пістолетів та виявлені надалі проблеми під час випробувань, він не був у змозі конкурувати з ними. Внаслідок цього, пістолет був знятий з конкурсу та відправлений зброярем на допрацювання. Згодом, проваливши тестування в інших арміях, з огляду на невелику перспективність зброї, конструктор перейшов до розробки нових моделей (зокрема M1896), що використовували принцип віддачі при вільному затворі і нерухомому стволі.

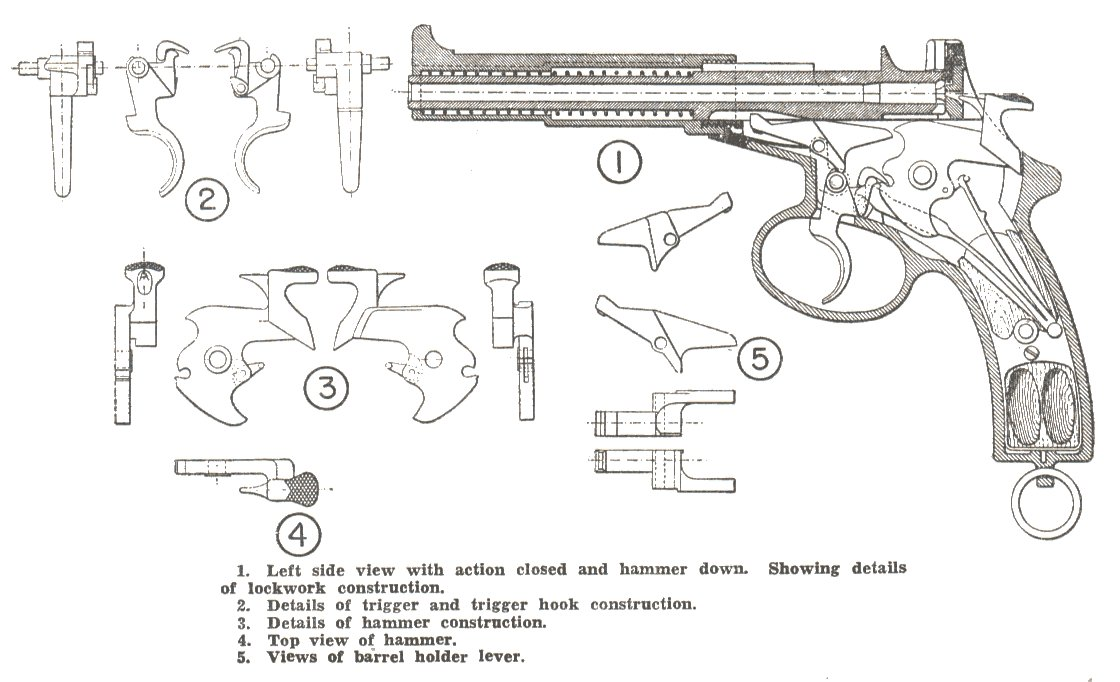
Ударно-спусковий механізм пістолета Mannlicher M1894

Спершу виготовленням пістолетів зайнялася Австрійська фірма Штайр (Österreichischen Waffenfabriks-Gesellschaft). Після виготовлення близько 50 екземплярів експериментального зразка і проведення початкового тестування у Австрії у 1895 році, на підприємстві Штайр було замовлено ще 100 пістолетів калібру 7,6 мм для військових випробувань. Утім отримавши незадовільні результати, у 1897 році комісія відхилила рішення прийняття пістолета на озброєння.
В цей час, швейцарська армія проводила переозброєння своєї кавалерії. У Швейцарії зброяр мав добру репутацію та підтримував тісні стосунки зі збройовим заводом у Нойхаузені, завдяки чому вдалося реалізувати замовлення на виробництво близько 70 модернізованих пістолетів калібру 6,5 мм для нових випробувань. Серед цих пістолетів декілька екземплярів мали спеціальні пази для кріплення кобури-прикладу.
Проте, не пройшовши випробування у Швейцарії, згодом пістолет провалив і тест на міцність, що проводився на Спрингфілдському арсеналі для Армії США у 1898 році. Вже на початку випробувань зброя мала проблеми з досиланням набоїв, а у підсумку, зробивши 281 постріл з 500 запланованих, ствол пістолета вибухнув, що було підтвердженням його ненадійності та неможливості заміни ним револьверів в армії. Не підібравши задовільний рівень гартування сталі для ствола пістолета, зброяр припинив його подальшу модернізацію та розпочав розробляти моделі з вільним затвором.

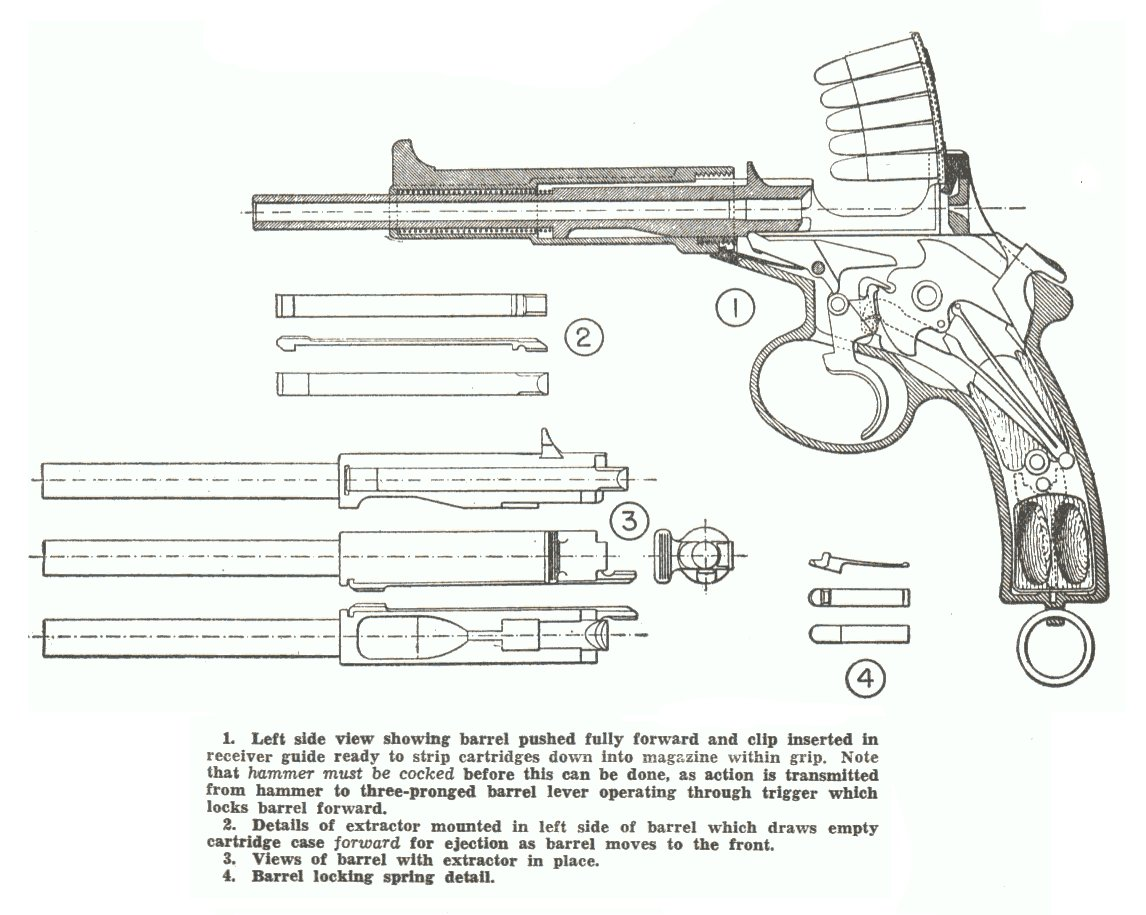
Заряджання пістолета Mannlicher M1894, екстрактор і ствол

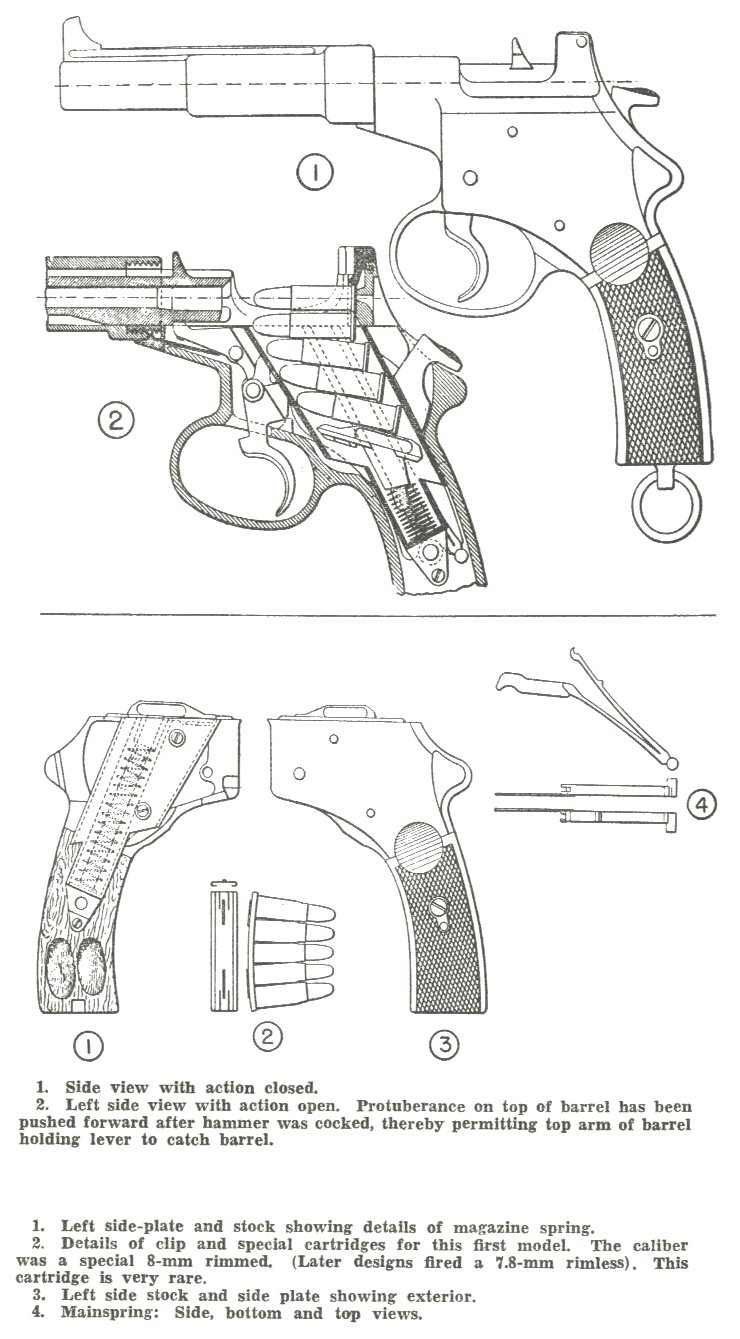
Компонування і магазин пістолета Mannlicher M1894

## Конструкція та принцип дії
Пістолет відноситься до тих, у яких для роботи автоматики використовується сила тертя кулі о нарізи у стволі. Для заряджання пістолета необхідно звести курок, спустити його, і тримаючи спусковий гачок натиснутим, відтягнути ствол за виступ у крайнє переднє положення. При натисканні на спусковий гачок виконується контрольний спуск курка та повертається ствольна затримка, яка утримує ствол у передньому положенні. Тоді зарядити 5 набоїв за допомогою обойми, ввівши її у приймальне вікно, або поодинці, і відпустити спусковий гачок. Завдяки УСМ подвійної дії, постріл можна зробити як зі зведеного заздалегідь курка, так і самовзводом, при довгому натисненні на спусковий гачок.
Принцип дії механізмів пістолета полягає в такому: при надходженні до магазина, набої проходять крізь заскочку-фіксатор, що встановлена у приймальному вікні, яка пропускає набій в магазин та повертається у вихідне положення за рахунок своєї пружини, утримуючи набій у магазині. Верхній набій у магазині завжди розташовується на шляху ходу ствола назад. Відпущений спусковий гачок своїм хвостовиком взаємодіє зі ствольною затримкою, опускає її вниз та виводить з вирізу у нижній частині ствола. Сам ствол під дією зворотньої пружини, рухається назад, захоплюючи верхній набій, що навпроти та зупиняється, впершись з набоєм у патроннику у нерухому раму пістолета. Зафіксований набій захоплюється екстрактором, який рухається у пазі уздовж ствола. Після спуску, курок, вийшовши із зачепа, детонує встановленим бійчиком капсуль готового до відстрілу патрона. Після детонації, під дією виштовхувальної сили порохових газів, куля, рухаючись по стволу, врізається у його нарізи і рухає ствол уперед і далі за інерцією, коли вже покидає його. Досягнувши певної точки, ствол різко тягне за собою екстрактор, дістаючи стріляну гільзу з патронника та викинувши її вправо і вгору за рахунок імпульсу та чергового набою, який подається з магазина. Піднявшись на рівень ствола, наступний набій фіксується заскочкою. Рухаючись весь цей час вперед, ствол стискає зворотну пружину, що розміщується у кожусі ствола. Ствол, доки натиснутий спусковий гачок, утримується ствольною затримкою у передньому положенні. Пістолет готовий до наступного пострілу.

## Загальна оцінка зброї
У ході тесту виявилось, що пістолет, внаслідок своєї специфіки, не має значних переваг над револьверами, щоб замінити їх у військах. Узагальнюючи конструктивні особливості, можна виділити такі переваги та недоліки даної моделі:
Переваги:
- безпека певною мірою, оскільки жодна з частин пістолету не рухається назад за його межі, знижуючи ймовірність травмування стрільця при невмілому поводженні зі зброєю;
- мала кількість деталей для такого типу зброї, внаслідок цього, елементарність неповного розбирання для чищення і змащення;
- великий ресурс УСМ та його надійність, адже за такого принципу роботи автоматики, у зброї зношується здебільшого ствол та зворотна пружина.

Недоліки:
- мала місткість магазина (менша ніж у більшості револьверів того часу), в цілому зважаючи на револьверне компонування пістолета;
- повільне перезаряджання (основний недолік незнімного магазина, властивий багатьом тогочасним самозарядним пістолетам);
- низький ресурс ствола, у зв'язку з великим навантаженням на нього при пострілі та його відносно слабку пружину (результати тестів на Спрингфілдському арсеналі — як один з аргументів);
- висока вартість виготовлення, оскільки деталі пістолета здебільшого фрезеровані і мають складну форму;
- велика маса та габарити;
- низька скорострільність при стрільбі зі зведеного курка (нарівні з револьверами).